# Stoßtauchen

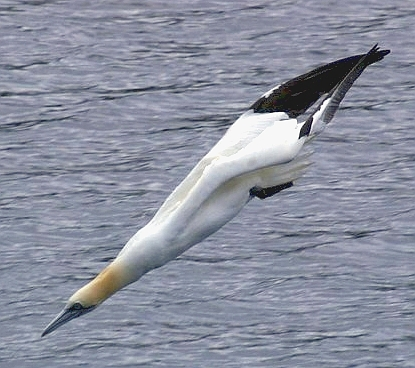
Basstölpel bei der Jagd

Das Stoßtauchen ist die Jagdtechnik einiger spezialisierter Fisch-, Tintenfisch- und Krustentierjäger unter den Vögeln.
Dabei stürzt sich der Vogel mit teilweise oder vollständig angelegten Flügeln ins Wasser und taucht meist vollständig unter. Zuweilen wird die Fallgeschwindigkeit noch durch Flügelbewegungen beschleunigt. Die Stoßrichtung verläuft je nach Vogelart und lokalen Gegebenheiten senkrecht oder in einem mehr oder weniger spitzen Winkel zur Wasseroberfläche. Das Stoßtauchen kann aus einem langsamen Suchflug, aus einem Rüttelflug oder von einem Ansitz über dem Wasser erfolgen. Je nachdem, ob die Beute mit den Füßen oder mit dem Schnabel ergriffen wird, tauchen Stoßtaucher entweder mit den Füßen (Fischadler) oder mit dem Kopf voran ins Wasser ein. 
Um das Eindringen von Wasser in die Atemwege zu vermeiden, tritt beim Eintauchen wie bei anderen Tauchvögeln ein reflektorischer Atemstillstand (Apnoe) ein. Meistens werden durch diese Jagdmethode nur oberflächennah schwimmende Wassertiere erbeutet, doch erreichen einige Stoßtaucher, insbesondere die Tölpel, durch zusätzliche Schwimmbewegungen unter Wasser Tauchtiefen bis zu 25 Metern und mehr.
Stoßtaucher sind etwa der Fischadler, die Seeschwalben (Sternidae), der Tölpel (Sulidae), die Tropikvögel (Phaethonidae), einige Pelikanarten wie der Braunpelikan (Pelecanus occidentalis) sowie die meisten Eisvögel (Alcedinidae). Unter den Singvögeln sind die Wasseramseln (Cinclidae) die einzigen, die sich aus geringen Höhen stoßtauchend ins Wasser stürzen, um danach am Gewässergrund nach Wasserinsekten und anderen Beutetieren zu suchen.
Um dem durch die Fluggeschwindigkeit von bis zu 110 km/h verursachten harten Aufprall an der Wasseroberfläche zu begegnen, verfügen Stoßtaucher beispielsweise über eine torpedoförmige Gestalt, Verstärkungen des Schädelskeletts und Luftsäcke unter der Haut.